# Burg (Eifel)
Burg település Németországban, Rajna-vidék-Pfalz tartományban. Lakosainak száma 19 fő (2023. december 31.).

## Népesség
A település népességének változása:
| Lakosok száma | 24   | 23   | 23   | 24   | 24   | 19   |
|               | 1975 | 2017 | 2019 | 2021 | 2022 | 2023 |